# Кравцов, Георгий Филиппович
Георгий Филиппович Кравцов (1906, Пятигорск — ?) — советский архитектор, инженер, главный архитектор Новосибирска, член Новосибирского правления Союза архитекторов СССР.

## Биография
Родился в 1906 году в Пятигорске. Из семьи сапожника. Выпускник Пятигорского индустриального техникума (1926), Азербайджанского политехнического института (1932) и Университета марксизма-ленинизма (1952).
В 1934 году принят в состав Союза архитекторов СССР. До середины 1954 года занимал должность главного архитектора Новосибирска. С 1954 по 1958 год работал доцентом в Новосибирском инженерно-строительном институте (архитектурный факультет).
В 1957 году назначен руководителем сектора градостроительства и районной планировки Западно-Сибирского филиала Академии строительства и архитектуры СССР. С 1958 по 1963 год возглавлял сектор жилых и общественных зданий Новосибирска.
С 1963 года — сотрудник Сибирского зонального института (СибЗНИИЭП), в котором руководил научно-иссдедовательским отделом жилых и общественных зданий. Состоял в архитектурно-технических и градостроительных Советах Новосибирска и научно-техническом Совете СибЗНИИЭП.
Занимался пропагандой современных архитектурных достижений, проблемами развития жилого строительства и улучшения жилой архитектуры в Сибири.
Был руководителем теоретического семинара изучения социологических проблем архитектуры. Выполнил свыше 70 научно-исследовательских трудов (издана 31 работа).
Два раза избирался в депутаты Новосибирского горсовета.

## Проекты
Участвовал в проектировании более 200 общественных и жилых объектов: дома Советов в Барнауле и Омске, клубы, кинотеатры, жилые комплексы вузов, универмаги в Новосибирске, Омске, Кемерове, Прокопьевске, Иркутской области.
Проектировал Дом Управления Аэрофотогеотреста и Горстройпроекта (1934), часть новосибирского вокзала под площадью с переходными мостами (1935), участвовал в реконструкции кинотеатра «Победа» (1950); разрабатывал проекты жилого здания редакции «Советская Сибирь» (1950), Дома под строкой (1952), жилого дома Речфлота по улице Ленина (1953); принимал участие в планировании центральной площади и некоторых жилых кварталов Новосибирска, в создании и корректировании генплана 1952 года.
В 1960—1965 годах в Новосибирске его разработки реализовались в экспериментальном строительстве жилых крупнопанельных зданий с квартирами нового типа (1—5-комнат).

## Награды
Премии местных и всероссийских конкурсов, диплом за высокое архитектурное мастерство 2-го Всесоюзного смотра работ молодых мастеров архитектуры.
Орден «Знак Почёта» и медали.